# Climacocodon ikarii
Climacocodon ikarii är en nässeldjursart som beskrevs av Uchida 1924. Climacocodon ikarii ingår i släktet Climacocodon och familjen Margelopsidae. Inga underarter finns listade i Catalogue of Life.